# بخش کاپیتال (مندوزا)
بخش کاپیتال (به اسپانیایی: Capital Department) یک منطقهٔ مسکونی در آرژانتین است. بخش کاپیتال ۵۴ کیلومتر مربع مساحت و ۱۱۰٬۹۹۳ نفر جمعیت دارد.